# Jaz
Jaz je otočić pored mjesta Zečevo Rogozničko, kod Rogoznice.

## Vanjske poveznice
|  | Zajednički poslužitelj ima još gradiva o temi Jaz |